# Silley-Amancey
Silley-Amancey település Franciaországban, Doubs megyében. Lakosainak száma 134 fő (2022. január 1.). Silley-Amancey Bolandoz, Chantrans, Flagey, Reugney és Ornans községekkel határos.

## Népesség
A település népessége az elmúlt években az alábbi módon változott:
| Lakosok száma | 74   | 64   | 71   | 116  | 128  | 131  | 140  | 144  | 145  | 134  |
|               | 1968 | 1982 | 1990 | 2006 | 2013 | 2015 | 2017 | 2019 | 2020 | 2022 |